# Повстання в Гостиварі і Тетові
Повстання в Гостиварі і Тетові - протистояння між поліцією Республіки Македонії і албанцями в містах Тетово і Гостивар, що мало місце 9 липня 1997 року.

## Передумови
У 1996 році в країні був прийнятий новий закон про місцеві вибори. У наступному році кандидати від Демократичної партії албанців (ДПА) здобули перемогу в кількох муніципалітетах на заході країни. Мер Гостивара Руфі Османі і мер Тетова Алайдін Демірі всупереч положенням конституції підняли прапор Албанії над будівлями муніципалітетів. Це призвело до суперечок та дебатів в суспільстві щодо необхідності втручання уряду в цю ситуацію і зняття албанських прапорів. З червня у парламенті відбувались обговорення щодо використання албанського прапору, деякі депутати підтримали ідею щодо використання цього прапору на фестивалях та інших святкових заходах. Коли представники македонських політичних партій заявили, що прапори з урядових будинків потрібно зняти, це спричинило негативну реакцію албанської спільноти. На фоні цього прем'єр-міністр Бранко Црвенковський вирішив провести поліцейську операцію в двох містах задля реалізації політичної заяви і відновлення конституційних положень.

## Заворушення
Вночі 8 липня 1997 року в Гостиварі почався поліцейський рейд: спочатку відімкнули електрику, а згодом поліція увірвалася до приміщень кількох нічних барів. Наступного дня опівдні кілька тисяч осіб провели акції протесту на центральній площі міста, розмахуючи албанськими прапорами. Перед натовпом, який викрикував різні гасла, зокрема "Албанія, Албанія", виступив мер Руфі Османі. О 15 годині підрозділи поліцейських спецпризначенців прибули до будівлі мерії і почали знімати прапори. Зненацька з різних кінців міста пролунали автоматні черги, що спричинили вогонь поліцейських у відповідь; четверо албанців було вбито, почалися масові арешти і сутички, що призвели до хаосу. Наприкінці доби, після ряду арештів і штурмів кількох будинків, албанський прапор був знятий, проте натовп встиг знищити македонський. Міські голови Гостивара і Тетова були заарештовані, а в містах протягом кількох діб діяла комендантська година.
10 липня в Гостиварі тривали жорстокі демонстрації із застосуванням зброї з боку обох етнічних таборів, внаслідок чого 70 осіб отримали поранення, в тому числі троє поліцейських. У липні дві основні албанські партії, Партія демократичного процвітання і Національна демократична партія, провели на вимогу албанської меншини спільний з'їзд у Тетово. З'їзд ухвалив рішення про створення албанської воєнізованої поліції в чорних уніформах за аналогією до албанської фашистської поліції в період Другої світової війни.

## Наслідки
Обидва мера, Руфі Османі і Алайдін Демірі, були засуджені до 13 років позбавлення волі за злочин проти конституції. Пізніше коаліційний уряд ВМРО-ДПНЄ і ДПА їх помилував. Османі подав позов проти держави до Європейського суду з прав людини, проте він був відхилений.
Македонці сприйняли ці події як відновлення державного і конституційного порядку в містах, тоді як албанці сприйняли їх як аргумент того, як уряд порушує їхні права, потерпаючи від поліцейського свавілля та дискримінації за національною ознакою.